# Ленинский (Московская область)
Ленинский — посёлок  в Ленинском городском округе Московской области России.

## География

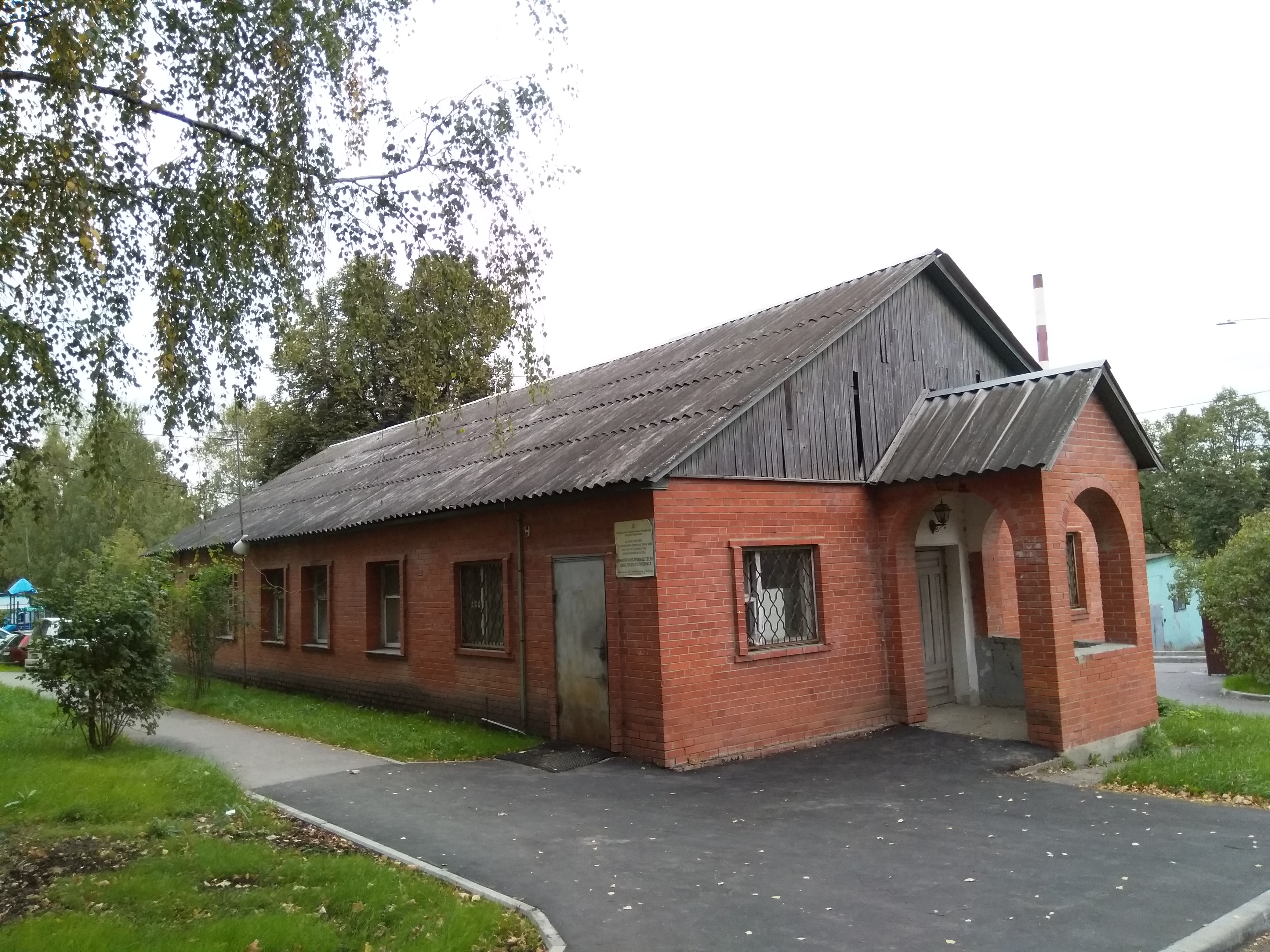
Здание плодового питомника в Ленинском

Посёлок Ленинский находится у северной границы города Видного. Рядом с посёлком проходит автодорога М4 «Дон» и Старо-Нагорная улица города Видного. Ближайшие сельские населённые пункты — село Булатниково и деревня Тарычёво.
Посёлок включает три многоквартирных жилых дома (два двухэтажных и один трёхэтажный) и несколько нежилых зданий.

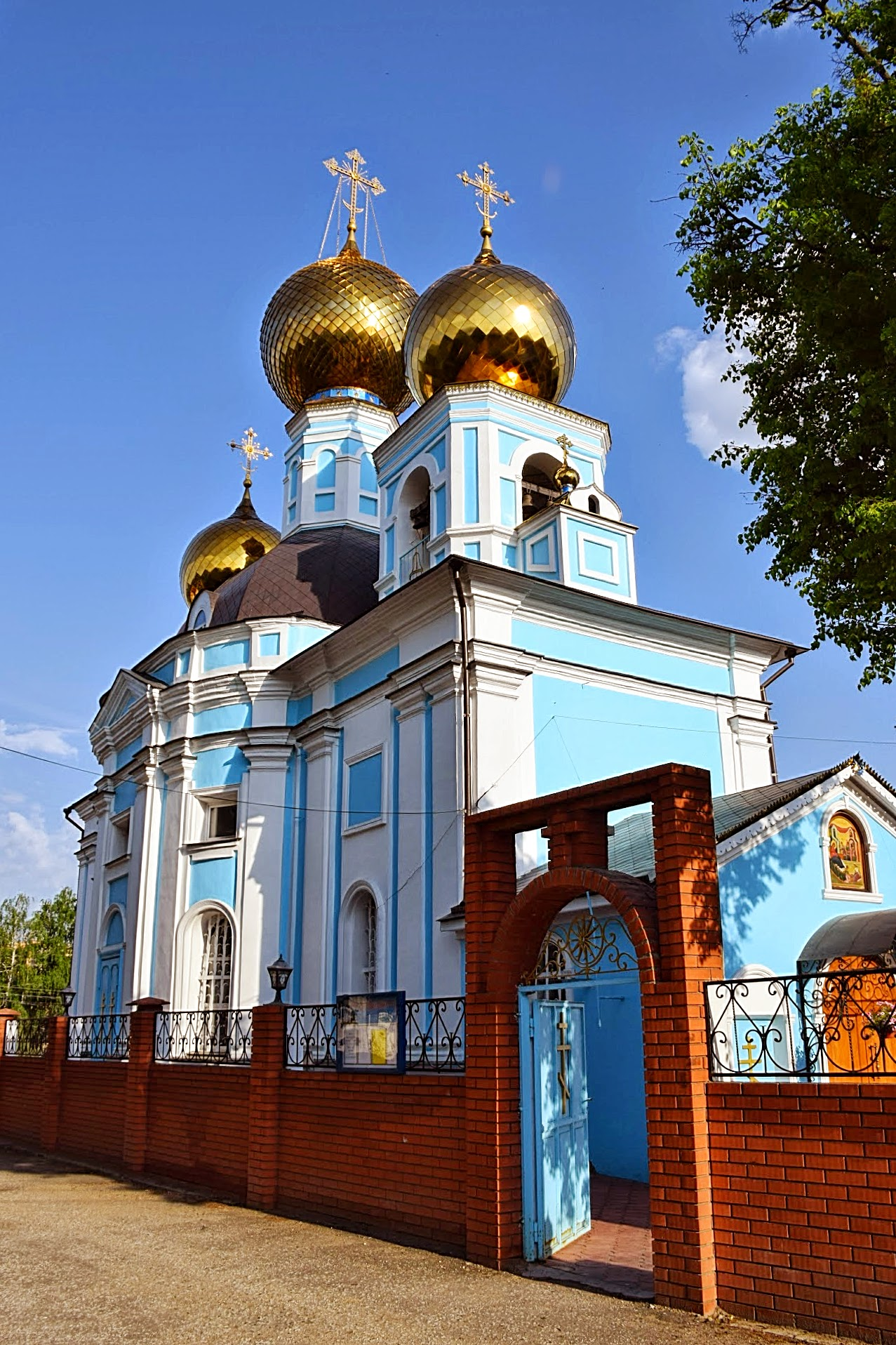
Храм Рождества Пресвятой Богородицы, расположенный в городе Видном рядом с посёлком

Непосредственно рядом с посёлком на территории города Видного расположен Храм Рождества Пресвятой Богородицы XVIII века.
Также непосредственно рядом с посёлком находится Тарычёвский пруд.

## История
Ранее посёлок Дома-музея В. И. Ленина. Нынешнее название получил в 1980-х годах.
До 2006 года посёлок входил в Горкинский сельский округ Ленинского района, а с 2006 до 2019 года в рамках организации местного самоуправления входил в городское поселение Видное Ленинского муниципального района.
С 2019 года входит в Ленинский городской округ.

## Население
| 2002 | 2006 | 2010 |
| ---- | ---- | ---- |
| 102  | ↗104 | ↗113 |

Согласно Всероссийской переписи, в 2002 году в посёлке проживало 102 человека (48 мужчин и 54 женщины). По данным на 2005 год в посёлке проживало 104 человека.